# 奎宿增十
雙魚座67，又名BD+26 151，HD 5382、SAO 74373、HR 262，是雙魚座的一颗恒星，视星等为6.09，位于銀經124.17，銀緯-35.65。其B1900.0坐标为赤經0h 50m 35.6s，赤緯+26° -35.65′ 2″。